# كارولين باولوس
كارولين باولوس (بالفرنسية: Bambou)‏ هي مغنية وعارضة وممثلة فرنسية، ولدت في 1 مارس 1959 في فيلنوف سور لوت في فرنسا.

## وصلات خارجية
- كارولين باولوس على موقع IMDb (الإنجليزية)
- كارولين باولوس على موقع ميوزك برينز (الإنجليزية)
- كارولين باولوس على موقع أول ميوزيك (الإنجليزية)
- كارولين باولوس على موقع ديسكوغز (الإنجليزية)
- كارولين باولوس على موقع قاعدة بيانات الفيلم (الإنجليزية)